# Octavio Mondragón
Octavio Silverio Mondragón Guerra (1908-2002) Fue médico militar mexicano que se desempeñó como gobernador de Querétaro entre el 1 de octubre de 1949  al 30 de septiembre de 1955.

## Biografía

### Primeros años
Nació en la Ciudad de Querétaro el 20 de junio de 1908, en la calle de Huaracha, llamada hoy Reforma. Sus padres fueron Antonio Mondragón Juárez y Josefina Guerra Almanza.

### Trayectoria
En 1932 se graduó como médico cirujano en la Escuela Médico Militar de la Ciudad de México. En ese año fue responsable del 34 Batallón de Querétaro, en 1934 director de Enfermería del Colegio Militar y en 1936 director de la fábrica de medicinas. Entonces conoció al subsecretario de Defensa, Manuel Ávila Camacho, quien lo comisionó para su atención personal. Cuando Ávila Camacho llegó a la presidencia, nombró a Mondragón oficial mayor de la Secretaría de Asistencia. Como subsecretario, representó a México en la ONU para la formación de la Organización Mundial de la Salud. En 1946 Mondragón fue director de la Escuela Médico Militar y fue elegido gobernador de Querétaro en el año de 1949.

### Gobernador
Mondragón transformó el Colegio Civil en la Universidad de Querétaro en 1951, nombrando rector a Fernando Díaz Ramírez. La capital del estado fue mejorada con pavimento e iluminación ornamental, fueron restauradas las fuentes coloniales e inaugurado el nuevo panteón y el monumento a la bandera. Se pusieron aceras a las cabeceras municipales, se llevó electricidad a Cadereyta, carretera asfaltada a Bernal y se iniciaron caminos a la sierra. Se realizó el catastro y el código fiscal, se actualizó el código penal y se continuó la apertura industrial. 
Entregó el poder en 1955. Más de doce años después, Octavio Mondragón inició la fundación del patronato universitario con un donativo personal. 

### Años posteriores y muerte
En 1985 instituyó el Premio Alejandrina a la Investigación, nombrado así en honor de su esposa, Alejandrina Gaytán de Mondragón, mediante un fideicomiso. Desde entonces la Universidad Autónoma de Querétaro otorga anualmente este Premio, legado del doctor Mondragón, como estímulo a la cultura y a la investigación científica. 
Murió el 16 de noviembre de 2002 en su domicilio de Lomas de Chapultepec de la Ciudad de México y fue cremado en el Panteón Francés y posteriormente sus restos trasladados al Panteón de los Queretanos Ilustres.